# Hugh Herbert
Hugh Hubert (Binghamton, 10 agosto 1884 – North Hollywood, 12 marzo 1952) è stato un attore statunitense.
Proveniente dal vaudeville, scrisse più di 150 tra commedie e sketch. La Hollywood Walk of Fame gli ha dedicato una stella al 6251 di Hollywood Boulevard.
Non va confuso con il commediografo e sceneggiatore F. Hugh Herbert.

## Filmografia

### Attore
- Husbands for Rent, regia di Henry Lehrman (1927)
- Caught in the Fog, regia di Howard Bretherton (1928)
- Mind Your Business
- Nella morsa delle rotaie (Danger Lights), regia di George B. Seitz (1930)
- Hook Line and Sinker, regia di Edward F. Cline (1930)
- She Went for a Tramp, regia di Lou Brock (1931)
- Laugh and Get Rich, regia di Gregory La Cava (1931)
- The Sin Ship, regia di Louis Wolheim (1931)
- Traveling Husbands, regia di Paul Sloane (1931)
- La sfinge dell'amore (Friends and Lovers), regia di Victor Schertzinger (1931)
- L'ultima squadriglia (The Lost Squadron), regia di George Archainbaud (1932)
- Gambe da un milione di dollari (Million Dollar Legs), regia di Edward F. Cline (1932)
- Faithless, regia di Harry Beaumont (1932)
- Sham Poo, the Magician, regia di Harry Sweet (1932)
- Strictly Personal, regia di Ralph Murphy (1933)
- I diplomaniaci (Diplomaniacs), regia di William A. Seiter (1933)
- She Had to Say Yes, regia di George Amy, Busby Berkeley (1933)
- Goodbye Again, regia di Michael Curtiz (1933)
- Bureau of Missing Persons, regia di Roy Del Ruth (1933)
- Viva le donne! (Footlight Parade), regia di Lloyd Bacon (1933)
- 'Tis Spring, regia di John Francis Dillon (1933)
- College Coach, regia di William A. Wellman (1933)
- From Headquarters, regia di William Dieterle (1933)
- Convention City, regia di Archie Mayo (1933)
- Nebbia a San Francisco (Fog Over Frisco), regia di William Dieterle (1934)
- Le armi di Eva (Fashions of 1934), regia di William Dieterle (1934)
- Abbasso le donne (Dames), regia di Ray Enright, Busby Berkeley (1934)
- Donne di lusso 1935 (Gold Diggers of 1935), regia di Busby Berkeley (1935)
- Sogno di una notte di mezza estate (A Midsummer Night's Dream), regia di Max Reinhardt (1935)
- L'inferno del jazz (Top of the Town), regia di Ralph Murphy (1937)
- Milionario su misura (The Perfect Specimen), regia di Michael Curtiz (1937)
- La quadriglia dell'illusione (Four's a Crowd), regia di Michael Curtiz (1938)
- Il grande valzer (The Great Waltz), regia di Julien Duvivier (1938)
- Eternamente tua (Eternally Yours), regia di Tay Garnett (1939)
- Odio di sangue (Badlands of Dakota), regia di Alfred E. Green (1941)
- Hellzapoppin', regia di H.C. Potter (1941)
- La taverna delle stelle (Stage Door Canteen), regia di Frank Borzage (1943)
- Woo, Woo!, regia di Jules White (1945)
- Il treno dei pazzi (One Way to Love), regia di Ray Enright (1946)
- Così questa è New York (So This Is New York), regia di Richard Fleischer (1948)
- Venere e il professore (A Song Is Born), regia di Howard Hawks (1948)
- La strada della felicità (On Our Merry Way), regia di Leslie Fenton, King Vidor e, non accreditati, John Huston e George Stevens (1948)
- L'indiavolata pistolera (The Beautiful Blonde from Bashful Bend), regia di Preston Sturges (1949)
- Woo-Woo Blues, regia di Richard Quine (1951)
- Lo sposo è un altro coso (Havana Rose), regia di William Beaudine (1951)
- The Gink at the Sink, regia di Jules White (1952)

### Regista
- He Knew Women, co-regia di Lynn Shores (1930)